# La fattoria degli animali
La fattoria degli animali (Animal Farm) è un romanzo teriomorfo di George Orwell pubblicato per la prima volta il 17 agosto 1945. Secondo Orwell, il libro riflette sugli eventi che portarono alla Rivoluzione russa e successivamente all'era staliniana dell'Unione Sovietica. L'autore, schierato su posizioni politiche affini al socialismo democratico, fu critico nei confronti di Stalin e ostile allo stalinismo, atteggiamento che fu criticamente modellato sulla base delle sue esperienze durante la guerra civile spagnola.
Orwell comprese, contrariamente a quanto molti intellettuali dell'epoca professavano, che l'Unione Sovietica era divenuta una dittatura brutale, edificata sul culto della personalità e retta da un regno del terrore. In una lettera a Yvonne Davet, l'autore descrisse La fattoria degli animali come una narrazione satirica contro Stalin («un conte satirique contre Staline»); inoltre, nel suo saggio Perché scrivo (1946), scrisse che La fattoria degli animali fu il primo libro in cui lui tentò, con piena consapevolezza di quanto stava facendo, «di fondere scopo politico e scopo artistico in un tutt'uno».
Il titolo originale dell'opera era Animal Farm: A Fairy Story (La fattoria degli animali: Una favola) tuttavia gli editori statunitensi abbandonarono il sottotitolo quando venne pubblicata nel 1946 e solo una delle traduzioni lo mantenne durante la vita dell'autore. Altri sottotitoli riportano A Satire e A Contemporary Satire. Orwell suggerì, per la traduzione francese, il titolo Union des républiques socialistes animales, abbreviato in URSA, parola latina per «orso», un simbolo della Russia. Il titolo fa riferimento anche al nome dell'Unione Sovietica in francese: Union des républiques socialistes soviétiques.
Orwell compose La fattoria degli animali tra il novembre 1943 e il febbraio 1944, quando la Gran Bretagna era un'alleata dell'Unione Sovietica e il popolo e l'intelligenza britannici tenevano Stalin in grande considerazione, cosa che Orwell odiava. Tuttavia, secondo alcune ricerche, l'idea del romanzo è da attribuirsi alla sua prima moglie, Eileen O'Shaughnessy, che ha poi scritto il libro insieme al marito. Il manoscritto fu inizialmente respinto da un certo numero di editori britannici e statunitensi, incluso uno di Orwell, Victor Gollancz, che ne ritardò la pubblicazione. Quando apparve, l'opera divenne un grande successo commerciale, in parte a causa delle mutate relazioni internazionali che, dall'alleanza militare, avevano ceduto il passo alla Guerra fredda.
Time ha designato il libro come uno dei cento migliori romanzi in lingua inglese (1923-2005); venne inoltre inserito nella Modern Library List of Best 20th-Century Novels. Vinse anche un Premio Hugo nel 1996 ed è incluso nella selezione dei Grandi Libri del Mondo Occidentale.

## Storia editoriale

### Origine
George Orwell compose il manoscritto tra il 1943 e il 1944, in seguito alle sue esperienze durante la Guerra civile spagnola che descrisse in Omaggio alla Catalogna (1938). Nella prefazione di un'edizione ucraina de La fattoria degli animali, l'autore spiegò come sfuggire alle epurazioni staliniste in Spagna gli avesse insegnato «quanto facilmente la propaganda totalitaria possa controllare l'opinione delle persone illuminate nei paesi democratici». Ciò spinse Orwell a denunciare e condannare con fermezza ciò che considerava la corruzione staliniana degli ideali socialisti originari.
Immediatamente prima di scrivere il libro, Orwell lasciò la BBC. Era inoltre contrariato a causa di un opuscolo propagandistico che il Ministero dell'Informazione aveva diffuso. Il libretto includeva istruzioni su come acquietare le paure ideologiche circa l'Unione Sovietica, ad esempio le indicazioni per affermare che il terrore rosso era frutto dell'immaginazione nazista.
Nella prefazione, Orwell descrisse inoltre la fonte dell'idea di ambientare il libro in una fattoria:

### Tentativi di pubblicazione
Inizialmente Orwell trovò difficoltà a pubblicare il manoscritto dell'opera, difficoltà in gran parte legate a timori che il libro potesse danneggiare l'alleanza tra Regno Unito, Stati Uniti e Unione Sovietica. All'autore opposero un rifiuto quattro editori, uno dei quali aveva inizialmente accettato di pubblicare l'opera salvo poi rifiutare dopo aver consultato il Ministero dell'Informazione. La fattoria degli animali fu infine pubblicata da Secker & Warburg nel 1945.
Nel corso della Seconda guerra mondiale, divenne chiaro a Orwell che la letteratura antisovietica non era qualcosa che la maggior parte degli editori avrebbe preso in considerazione, incluso Gollancz. L'autore presentò il manoscritto anche a Faber and Faber, il cui direttore T. S. Eliot lo rifiutò. Eliot rispose a Orwell lodando la «buona scrittura» e la «fondamentale integrità» del libro, dichiarando tuttavia che la casa editrice lo avrebbe accettato solo se avesse avuto qualche simpatia per il punto di vista che «io considero in generale trotckista». Eliot sostenne che il punto di vista orwelliano era «non convincente», asserendo che i maiali fossero fatti per essere i migliori gestori della fattoria; dichiarò inoltre che qualcuno avrebbe potuto obiettare che «what was needed... was not more communism but more public-spirited pigs».

## Trama
Il romanzo è ambientato in una fattoria nei pressi di Willingthon, in Inghilterra, dove gli animali, stanchi dello sfruttamento del loro fattore Mr. Jones, si ribellano sotto consiglio del maiale Vecchio Maggiore e guidati da Palla di Neve e Napoleone. La rivolta riesce, con il signor Jones che viene cacciato e gli animali che rinominano la fattoria in Fattoria degli animali. Questi stendono i Sette Comandamenti, che sanciscono le norme di vita degli animali, il più importante dei quali è "Tutti gli animali sono uguali". Ben presto, i maiali si ergono alla guida della fattoria: mentre Palla di Neve insegna agli animali a leggere e a scrivere, Napoleone educa dei cagnolini ai principi dell'animalismo. Tempo dopo, Jones ritorna alla fattoria, stavolta alla testa di una spedizione di altri fattori come lui: segue così una battaglia chiamata successivamente dagli animali "Battaglia della Stalla", dove gli animali uscirono di nuovo vittoriosi, ma stavolta con la perdita di una pecora.
Una sera Palla di Neve annuncia un piano per modernizzare la fattoria costruendo un mulino a vento, ma Napoleone si dichiara contrario; ne segue un litigio che culmina con il secondo che fa assalire il primo dai cani e si auto dichiara comandante supremo della fattoria. Napoleone apporta un cambio governativo, sostituendo le riunioni con un comitato di maiali a capo di tutto; inoltre, tramite il compagno Squillo, diffonde una propaganda tramite la quale asserisce che Palla di Neve intendeva in realtà aiutare il signor Jones a ritornare a essere il capo della fattoria, mentre Napoleone promette una vita più agiata in cambio di un duro lavoro, che tratta principalmente della costruzione del mulino, della quale egli si prende tutto il merito. Anche l'inno viene cambiato, da Bestie d'Inghilterra a La fattoria degli animali e viene composto anche Compagno Napoleone, un inno a favore di quest'ultimo, che sembra adattarsi allo stile di vita degli umani. Rapidamente il regime di Napoleone si fa sempre più brutale: molti animali che ammettono di aver aiutato Palla di Neve vengono giustiziati dai cani al suo servizio.
Napoleone si accorda con un fattore vicino, Frederick, il quale però li paga con denaro falso e poi attacca la fattoria, demolendo il mulino con polvere da sparo. Gli animali vincono di nuovo, ma tra i molti feriti vi è anche Gondrano il cavallo, che viene portato via su un furgoncino. All'arrivo del mezzo, però, l'asino Benjamin capisce subito che intendono portarlo al macello per farci la colla; con la scusa di portarlo al veterinario, Napoleone ha programmato la vendita di Gondrano al macellaio per ottenere soldi da spendere in whisky. Passano gli anni e al mulino che viene ricostruito se ne aggiunge un altro, che in teoria rende più ricchi gli animali, ma molti di loro sono morti o invecchiati, così come è morto il fattore Jones. Spostatisi da un'altra parte, mentre i nuovi animali si vedono impoveriti e costretti a patire il freddo e la fame, i maiali continuano ad affermare come la situazione fosse peggiore con Jones.
La fattoria, però, è stata moralmente stravolta del tutto ed è ritornata ad essere quella al tempo di Jones, con gli ideali rivoluzionari completamente polverizzati: non ci sono più le idee proposte da Palla di Neve, i Sette Comandamenti sono stati sostituiti da uno solo: "Tutti gli animali sono uguali, ma alcuni sono più uguali degli altri", la massima "Quattro gambe buono, due gambe cattivo" è rimpiazzata da "Quattro gambe buono, due gambe meglio" e i maiali iniziano ad assomigliare agli umani, poiché camminano ritti su due sole zampe, indossano abiti vistosi, dormono su enormi letti e bevono whisky. Una sera, Napoleone e gli altri maiali invitano a cena dei fattori locali, con i quali celebrano un'alleanza; i due schieramenti giocano insieme a poker, finché sia Napoleone che il fattore Pilkington giocano allo stesso tempo l'asso di picche, cosa che genera un alterco tra i due; il tutto viene visto, dall'esterno, dagli altri animali, che non riescono più a distinguere il maiale dall'uomo.

## Personaggi
Vecchio Maggiore
Il Vecchio Maggiore o Vecchio Sindaco in altre edizioni, Old Major nella versione originale, è un maiale rispettato da tutti gli altri animali poiché, essendo vissuto a lungo (dodici anni), è ritenuto molto saggio. Ha un aspetto imponente ma non minaccioso e rappresenta la figura di Marx e di Lenin. Tre giorni dopo il suo discorso egli muore, non potendo quindi vedere il progresso della rivoluzione. Come accadde a Lenin, il cui corpo fu imbalsamato e conservato in uno speciale mausoleo sulla piazza Rossa a Mosca, il cranio del Vecchio Maggiore verrà riesumato ed esposto come monumento alla ribellione.
Il discorso da lui pronunciato introduce la teoria dell'Animalismo secondo la quale il lavoro di un animale produce più valore di quello necessario al suo mantenimento e il surplus viene rubato dall'uomo parassita. Sintetizza la complessa filosofia in proposizioni fondamentali o massime, che possono essere facilmente comprese da tutti gli animali. Egli è anche un'allegoria di Marx e Lenin, come ispiratore dell'animalismo.
Napoleone
Napoleone (Napoleon nella versione originale e così lasciato in alcune traduzioni) è un maiale Berkshire; non ha scrupoli morali e possiede delle qualità che lo hanno fatto emergere rispetto agli altri maiali, anche prima della rivoluzione. Rispetto all'idealismo del Vecchio Maggiore e di Palla di Neve, Napoleone è un dittatore opportunista e dispotico la cui crudele determinazione e capacità di persuadere gli animali meno svegli con l'eloquenza compensa una certa mancanza di intelligenza. Riprende il nome da Napoleone Bonaparte e rappresenta Stalin.
Palla di Neve
Palla di Neve (scritto anche come Palladineve e Palla-di-neve, Snowball nella versione originale) è un altro maiale. Diventa ossessionato dal mulino a vento e non si rende conto che gli altri animali non capiscono le sue idee per il rinnovamento della fattoria. Napoleone, grazie all'aiuto dei suoi cani, caccia via Palla di Neve, poi si impossessa dei suoi piani spacciandoli per propri e riversa su di lui la colpa per ogni evento negativo che accadrà in seguito all'interno della fattoria, accusandolo di tornare la notte per fare opera di sabotaggio. Il suo ruolo, quello di un rivoluzionario sincero che viene prima sfruttato e poi messo in disparte e demonizzato da un avversario più furbo e crudele, rappresenta Trockij.
Clarinetto
Clarinetto (o Piffero, Spiffero, Trombetta, Gazzettino o Squillo in alcune traduzioni, Squealer nella versione originale) è il propagandista di Napoleone. Parla per mezze verità, omissioni e vere e proprie bugie. Egli fornisce le illusioni che aiutano i lavoratori a sopportare la dura esistenza e lo sfruttamento da parte dei maiali. La sua principale strategia è minacciare il «ritorno di Jones» (il fattore), facendo leva sul sentimento anti-umano degli altri animali, spingendoli così ad accettare tutte le tirannie di Napoleone. È da notare che, quando i maiali cominciano a reggersi sulle zampe posteriori come gli uomini, Clarinetto prende da parte le pecore e le induce a modificare lo slogan «quattro gambe buono, due gambe cattivo» in «quattro gambe buono, due gambe meglio». Esso potrebbe rappresentare il capo della polizia segreta Berija.
Boxer
Boxer (o Spartaco, Campione, Combattente, Gondrano, Boxer nella versione originale e lasciato così in alcune edizioni), è un cavallo il cui lavoro è fondamentale per il sostentamento della fattoria. La sua filosofia si basa sulla dignità del lavoro. Boxer rappresenta il mito stacanovista del lavoratore: instancabile, umile, onesto ed essenziale in qualsiasi sistema sociale. Il suo lavoro viene inevitabilmente sfruttato, fino a quando delle pietre per la costruzione del mulino non gli cadono addosso, debilitandolo fisicamente e Napoleone, dopo aver raccontato di volerlo far curare da un veterinario, in realtà lo conduce al macello. Perfino dopo la sua morte, gli slogan preferiti dell'infaticabile cavallo, ovvero «lavorerò di più» e «Napoleone ha sempre ragione», verranno cinicamente utilizzati per controllare gli altri animali. Egli non comprende mai che gli ideali della rivoluzione si sono corrotti e la sua esperienza mostra che cosa possa accadere quando le azioni di chi è al potere vengono accettate senza porsi domande.
Beniamino
Beniamino (Benjamin nella versione originale e in alcune traduzioni), un asino, è un cinico che dubita della sincerità di chi gli sta attorno. È anche uno scettico perché dubita della verità di molte teorie o fatti. Impara a leggere, ma rifiuta di mettere la propria abilità al servizio degli altri animali. Solo alla fine, quando l'Animalismo è ormai naufragato, accetta di leggere agli animali l'unico comandamento rimasto. Più volte ha ripetuto la stessa frase «Gli asini hanno vita lunga. Nessuno di voi ha mai visto un asino morto». Egli rappresenta i cinici che si sono rassegnati. È anche l'animale più anziano della fattoria ed è ritenuto l'animale più bisbetico della fattoria, ma non bisogna dimenticare la sua lealtà verso Boxer e il suo disperato tentativo di salvarlo.
Berta
Berta (o Trifoglio, Trifoglia, Trifoglina, Cicoria, Clover nella versione originale) la cavalla, è la figura materna della fattoria, che mostra simpatia e gentilezza. Se la prende più degli altri per i soprusi subiti ad opera dei maiali, pur tuttavia rimanendo una fonte di forza e di conforto per gli animali oppressi. Come Boxer, Berta rappresenta la gente ordinaria, che viene inconsapevolmente manipolata e sfruttata.
Rugiada
Rugiada (o Milena, Mollie nella versione originale) è una giovane cavallina bianca che tira il calesse di Jones. È indifferente alla rivoluzione ed è molto vanitosa: lavora poco e le piace indossare dei nastrini colorati, tanto che alla fine per avere questi oggetti fuggirà dalla fattoria e andrà a vivere dall'altra parte di Willingdon. Verrà rivista dai piccioni a tirare un calesse in cambio di zollette di zucchero e carezze sul naso e da qui in poi non viene in pratica più nominata. Rappresenta l'aristocrazia russa, che viveva una vita molto agiata sotto lo zar e che abbandonò la Russia dopo la rivoluzione per mantenere tale vita.
Mosè
Mosè (Moses nella versione originale) è il corvo domestico che racconta agli animali della vita eterna che li attende dopo la morte sul Monte Zuccherocandito o Montagna di Zucchero Candito (nella versione originale Sugarcandy Mountain), una specie di paradiso terrestre per gli animali. Rappresenta la Chiesa ortodossa russa, che secondo la visione bolscevica, in accordo con il potere zarista, forniva illusioni ai lavoratori per indurli a sopportare lo sfruttamento, in accordo con la visione di Marx, che definiva le religioni "oppio dei popoli". Napoleone, tuttavia, in seguito gli consente di fare ritorno alla fattoria, esattamente come Stalin concesse libertà di culto agli Ortodossi durante la sua dittatura.
Minimus
Minimus (o Minimo), il maiale poeta che canta le gesta di Napoleone, rappresenta l'intellettuale asservito al potere dittatoriale, che mette la sua cultura al servizio della propaganda. Vi è chi ha accostato questo personaggio alla figura dello scrittore Maksim Gor'kij.
I cani e le pecore
I cani e le pecore vengono trattati come un gruppo e non come individui. I primi rappresentano la polizia politica che reprime le opposizioni, i secondi le masse facilmente manipolabili, che si lasciano impressionare dagli slogan del regime.
Le galline
Nel settimo capitolo, Napoleone obbliga le galline della fattoria a consegnare le uova che hanno deposto. Esse cercano di resistere, ma Napoleone fa sospendere loro qualunque razione di cibo; dopo cinque giorni e la morte di nove galline, cedono e consegnano le uova. Rappresentano i contadini ucraini.
I topi e i conigli
Sono gli animali selvatici presenti nella fattoria. Rappresentano il sottoproletariato, come i mendicanti, i ladri e i membri della società che non sono in grado di vivere con un proprio lavoro.
Il fattore Jones
Jones è inizialmente il padrone della fattoria, che si ubriaca spesso e si disinteressa dei suoi animali. Viene cacciato all'inizio della storia e muore molti anni dopo in una casa di cura per alcolisti. Rappresenta lo zar Nicola II di Russia e, con gli altri fattori, il potere borghese.
Pilkington e Frederick
Pilkington e Frederick sono i fattori delle tenute confinanti a quella di Jones, che si uniscono a lui per aiutarlo a tentare di riconquistare la fattoria. Pilkington è un gentiluomo la cui fattoria, Foxwood (Boscodivolpe in alcune traduzioni), è male amministrata perché egli passa tutto il suo tempo praticando sport in campagna; rappresenta il Regno Unito. Frederick invece è un uomo aggressivo e crudele nei confronti degli animali della sua fattoria, Pinchfield (Rubaterre in qualche traduzione) e rappresenta la Germania nazista.

La bandiera della Fattoria degli Animali raffigura un corno ed una zampa incrociati, in riferimento alla falce e martello

## I temi

### Rivoluzione e corruzione
L'Animalismo, la dottrina rivoluzionaria adottata dagli animali, è basata sugli insegnamenti del Vecchio Maggiore nello stesso modo in cui il comunismo è basato sugli insegnamenti di Karl Marx e Vladimir Lenin.
A causa dei suoi riferimenti precisi, La fattoria degli animali è stata spesso considerata una satira nei confronti del solo comunismo sovietico. Alcuni vi leggono, tuttavia, anche tratti distintivi di altri regimi: si distinguono particolarmente i tratti eziologici della nascita della corruzione e del perseguimento di interessi personali da parte dei detentori del potere in seguito al raggiungimento del medesimo. Nel racconto si può rintracciare quindi una disillusione valida più in generale per qualunque rivoluzione, cioè la considerazione che la ricerca del potere finisca prima o poi per far tradire gli iniziali ideali rivoluzionari. Per questo il romanzo è considerato distopico.
Secondo una lettura critica dell'ideologia comunista, il Vecchio Maggiore, nonostante le buone intenzioni, non capisce un elemento cruciale: è convinto che le sue idee siano valide e moralmente elevate, e che la declinazione operata sia solo attribuibile agli individui corrotti che troveranno comunque il modo di piegarle ai loro scopi. Mentre per chi opera questa critica è vero l'esatto contrario: il finale è già tutto contenuto nelle premesse e non esiste la distinzione tra un comunismo vero e uno ideale. Secondo costoro l'unico esempio di comunismo è stato lo stalinismo mentre, secondo altri, esistono forme diverse di comunismo.
La corruzione è evidente attraverso la modifica dei Sette Comandamenti: l'unico rimasto, totalmente stravolto, mostra quanto elitari siano diventati i maiali e come gli ideali dell'animalismo appartengano ormai al passato.
Nell'opera è presente anche una velata critica alla società inglese e una denuncia della scarsa libertà di pensiero nel paese.

### Animalismo
I maiali Palla di Neve, Napoleone e Clarinetto adattano le idee del Vecchio Maggiore in un «completo sistema di pensiero», che chiamano formalmente ''Animalismo'', un allegorico riferimento dell'autore al comunismo, da non confondere con la filosofia animalista. Successivamente alla divulgazione di questo sistema di idee, Napoleone e Clarinetto contravvengono alle regole da loro stessi imposte (i «sette comandamenti») partecipando ad attività associate agli esseri umani, come bere alcol, dormire in letti e commerciare. Nel corso della narrazione, Clarinetto verrà incaricato di modificare i sette comandamenti per dar conto dell'umanizzazione della classe dei maiali, modifica che è un'allusione alla revisione della storia da parte del governo sovietico al fine di esercitare il controllo sulle convinzioni del popolo.
I comandamenti originali sono:
1. Tutto ciò che va su due gambe è nemico
2. Tutto ciò che va su quattro gambe o ha ali è amico
3. Nessun animale vestirà abiti
4. Nessun animale dormirà in un letto
5. Nessun animale berrà alcolici
6. Nessun animale ucciderà un altro animale
7. Tutti gli animali sono uguali

Questi comandamenti sono anche riassunti nella massima: «Quattro gambe buono, due gambe cattivo», che viene utilizzata principalmente dalle pecore della fattoria per interrompere discussioni e disaccordi tra gli animali circa la natura dell'Animalismo.
Successivamente, Napoleone e i suoi maiali modificheranno segretamente alcuni comandamenti per liberarsi dall'accusa di violare la legge degli animali. Tali comandamenti vengono infatti modificati come segue:
1. Nessun animale dormirà in un letto con lenzuola
2. Nessun animale berrà alcolici in eccesso
3. Nessun animale ucciderà un altro animale senza motivo

Infine, i comandamenti saranno sostituiti con le massime:
1. Tutti gli animali sono uguali, ma alcuni sono più uguali degli altri
2. Quattro gambe buono, due gambe meglio

Questa è una svolta ironica dei sette comandamenti che avrebbero dovuto mantenere l'ordine nella fattoria governata dagli animali unendo questi ultimi contro gli umani e impedendo agli stessi di seguire le cattive abitudini degli uomini. Attraverso la revisione dei comandamenti, Orwell mostra quanto semplicemente il dogma politico possa essere trasformato in propaganda malleabile.

## Accoglienza
Le recensioni dell'epoca non furono tutte positive. Sulle pagine di The New Republic, George Soule espresse il suo disappunto nei confronti dell'opera di Orwell, affermando che essa «mi ha confuso e rattristato. Sembrava tutto noioso. L'allegoria si è rivelata una macchina cigolante per aver detto in modo maldestro cose che sono state dette meglio in modo diretto». Soule riteneva che gli animali non fossero abbastanza coerenti con le proprie ispirazioni nella realtà; disse che «il fallimento di questo libro (da un punto di vista commerciale si è già assicurato un enorme successo) deriva dal fatto che la satira non si occupa di qualcosa che l'autore ha vissuto, quanto piuttosto di idee stereotipate riguardanti un paese che probabilmente non conosce molto bene». The Guardian, il 24 agosto 1945, definì La fattoria degli animali come «una satira deliziosamente umoristica e caustica». Tosco Fyvel, scrivendo sul Tribune nello stesso giorno, descrisse l'opera orwelliana come «una dolce satira su un certo Stato e sulle illusioni di un'epoca che potrebbe essere già alle nostre spalle». A quest'ultimo rispose Julian Symons, il 7 settembre: «Non dovremmo aspettarci, perlomeno sul Tribune, il riconoscimento del fatto che si tratta di una satira non del tutto delicata su una nazione particolare, l'Unione Sovietica? Mi sembra che un recensore dovrebbe avere il coraggio di identificare Napoleone con Stalin e Palla di Neve con Trockij ed esprimere all'autore un'opinione favorevole o sfavorevole. Forse tra cento anni La fattoria degli animali potrebbe essere semplicemente una favola, oggi è una satira politica con una buona dose di significato».
A partire da queste prime osservazioni, l'opera di Orwell ha ricevuto diversi commenti nei decenni successivi.

## Edizioni italiane
- La fattoria degli animali, traduzione di Bruno Tasso, Prefazione di Giorgio Monicelli, Collana Medusa n. 200, Verona-Milano, Arnoldo Mondadori Editore, 1947,  p. 147. - Introduzione di Fruttero & Lucentini, Collana Omnibus, Mondadori, febbraio 1984; Collana Oscar classici moderni n.94, Mondadori, 1995;
- La fattoria degli animali, a cura di Daniela Ciocca, Tina Ferri, Gabriella Magni, Collana Letture per la scuola media, Arnoldo Mondadori Editore, 1988, ISBN 88-247-1069-7.
- in  Romanzi e saggi, trad., cura e saggio di Guido Bulla, Collezione I Meridiani, Milano, Mondadori, 2000. - Collana Oscar classici moderni, Mondadori, 2009, ISBN 978-88-04-49252-8.
- La fattoria degli animali, traduzione di Michele Mari, Collana Oscar moderni cult, Milano, Mondadori, 2019, ISBN 978-88-047-1905-2.
- La fattoria degli animali, traduzione di Andrea Montemagni, Collana Highlander, Massa, Edizioni Clandestine, 2020, ISBN 978-88-659-6902-1. - MyLife, 2021; Rusconi, 2021.
- La fattoria degli animali, traduzione di e cura di Enrico Terrinoni, Collana I MiniMammut, Roma, Newton Compton, 2021, ISBN 978-88-227-4976-5.
- Fattoria degli animali, traduzione di Franca Cavagnoli, Collana UEF. I Classici, Milano, Feltrinelli, 2021, ISBN 978-88-079-0379-3.
- La fattoria degli animali, traduzione di Daniele Petruccioli, Prefazione di Dacia Maraini, Milano, BUR-Rizzoli, 2021, ISBN 978-88-171-5445-1.
- La fattoria degli animali, traduzione di Vincenzo Latronico, Collana Classici contemporanei, Milano-Firenze, Bompiani, 2021, ISBN 978-88-301-0488-4.
- La fattoria degli animali, traduzione di Claudia Durastanti, testo inglese a fronte, Collana I grandi libri, Milano, Garzanti, 2021, ISBN 978-88-118-1174-9.
- La fattoria degli animali, traduzione di e contributi di Marco Rossari, Postfazione di Christopher Hitchens, Collana ET Scrittori, Torino, Einaudi, 2021, ISBN 978-88-062-4819-2.
- La fattoria degli animali, traduzione di Fiorenza Conte, Illustrazioni di Irene Rinaldi, Collana Grandi romanzi illustrati, La Nuova Frontiera junior, 2021, ISBN 979-12-801-7602-8.
- La fattoria degli animali, traduzione di Luca Manini, Introduzione di Carlo Pagetti, Collana Piccola Biblioteca del Fantastico, Roma, Fanucci, 2021, ISBN 978-88-347-4123-8.
- La fattoria degli animali, traduzione di Davide Platzer Ferrero, Collana Senza frontiere, Torino, Lindau, 2021, ISBN 978-88-335-3523-4.
- La fattoria degli animali, a cura di Stefano Manferlotti, Collana Letteratura universale, Venezia, Marsilio, 2021, ISBN 978-88-297-0885-7.
- La fattoria degli animali, traduzione di Claudia Valentini, Collana Letteratura straniera, Milano-Padova, GOODMood, 2021, ISBN 978-88-7157-179-9.
- La fattoria degli animali, traduzione di Alessio Severo, illustrazioni di Debora Cocchetti, Collana Morus Alba, Milano, VJ Edizioni 2022, ISBN 978-88-32250-98-5.
- La fattoria degli animali, traduzione di Maria Nicolina Rega, introduzione di Stefania Aprea, Collana Lib(e)ri, San Felice a Cancello (CE), Edizioni Melagrana 2023, ISBN 978-88-6335-248-1.

## Adattamenti
- La fattoria degli animali (Animal Farm), regia di John Halas e Joy Batchelor (1954) - film d'animazione
- La fattoria degli animali (Animal Farm), regia di John Stephenson (1999) - film TV